# Бомбовий відсік

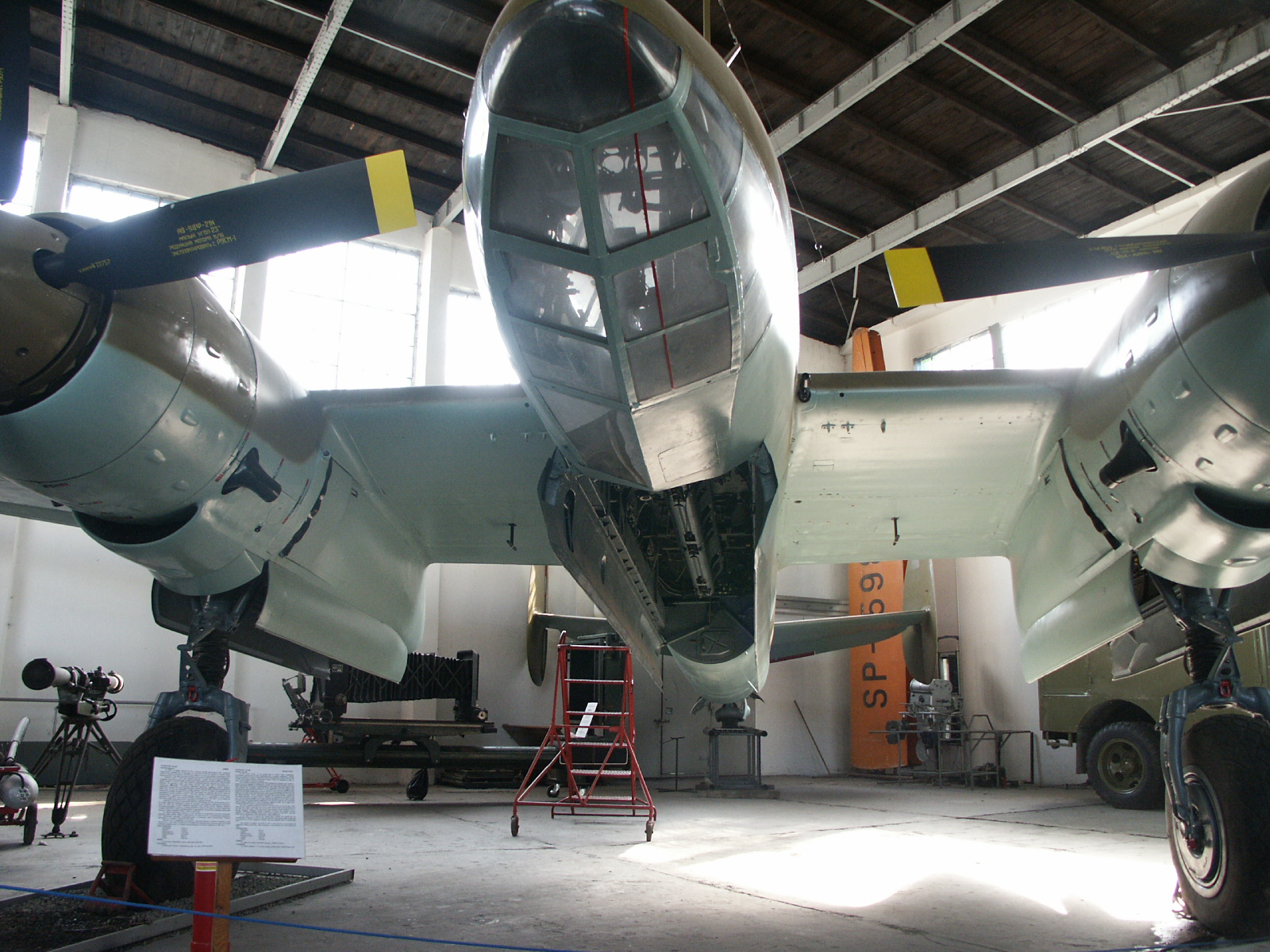
Бомбардувальник часів Другої світової війни Туполев Ту-2 з відкритим бомбовим відсіком

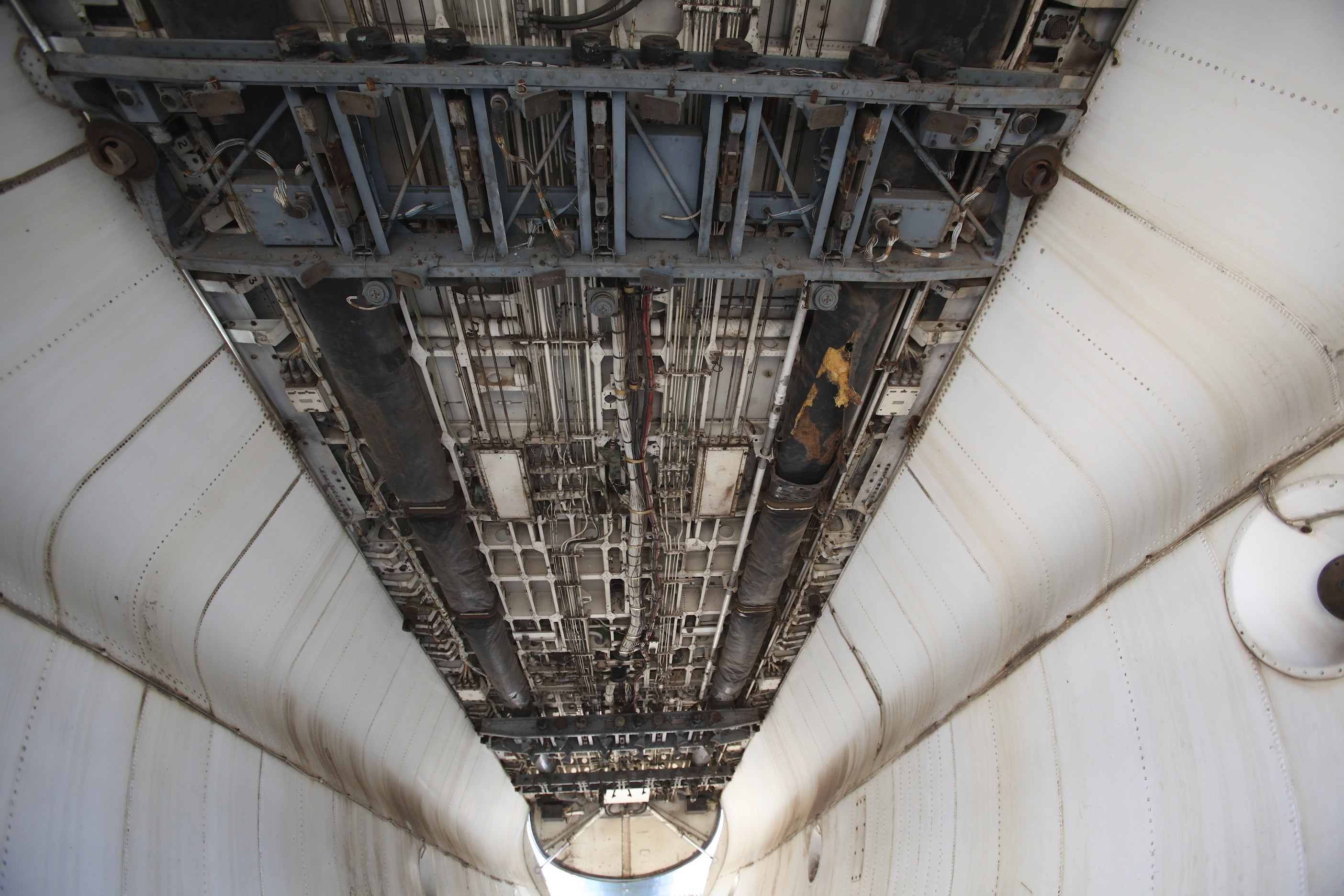
Всередині бомбового відсіку Avro Shackleton

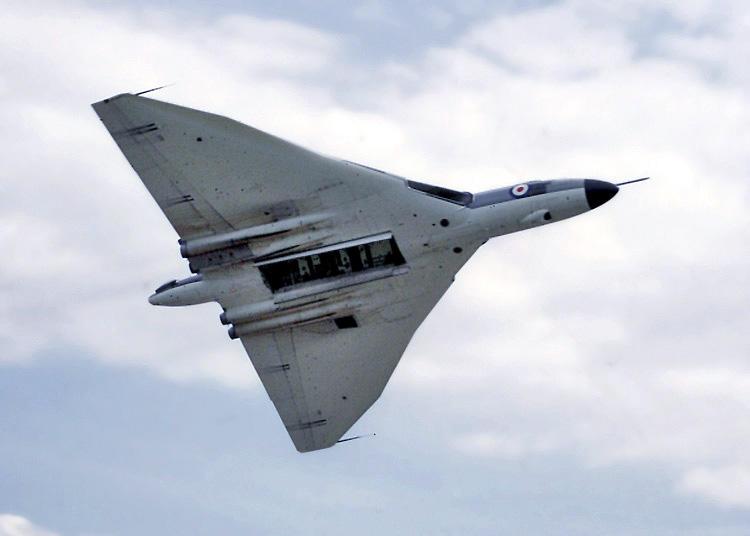
Відкритий бомбовий відсік Avro Vulcan

Бомбовий або збройний відсік — відсік на деяких військових літаках для перевезення бомб, зазвичай у фюзеляжі літака, зі «стулками бомбового відсіку» які відкриваються вниз. Стулки відкриваються і бомби скидаються на ціль або у спеціальній пусковій точці.

## Історія та призначення
Бомбові відсіки з'явилися через необхідність. Ранні військові літаки страждали від сильного аеродинамічного опору (що ще більше зменшувало швидкість вже перевантаженого літака) з бомбами які висіли під крилами або під фюзеляжем, тому військові авіаційні конструктори перенесли всередину літака.
Перед появою стелс технологій бомбові відсіки зазвичай використовувалися на бомбардувальниках; у винищувачах і штурмовиках бомби і ракети підвішувалися під крилами або фюзеляжем на пілонах. Відомими винятками є винищувачі-перехоплювачі F-101, F-102 та F-106, усі вони мали відсіки для збереження ракет або іншої зброї. Зараз багато конструкторів перемістили «зовнішні» сховища у внутрішні багатофункціональні «збройні відсіки» які здатні нести ракети повітря-повітря, повітря-земля, підвісні паливні баки та інший військовий «арсенал» і швидко використовувати його у бою. Основною відмінністю є використання стелс технологій яка зменшує можливість виявлення літака радаром. Зараз військові винищувачу розробляються з найменшою можливою площею ефективного розсіювання, яка значно знизилася через те, що їй було приділено багато уваги. Великі стійки з ракетами або бомбами дають чіткі радарні сигнатури, як можна зменшити переміщення озброєння всередину літака. Це також покращує аеродинамічну продуктивність та збільшує бойове навантаження який можна нести на борту і збільшити дальність польоту літака. Прикладами сучасних американських винищувачів зі збройними відсіками є F-117 Nighthawk, F-22 Raptor та F-35 Lightning II. Ці стелс літаки, такі як Chengdu J-20 мають висувні пускові установки керованих ракет які висуваються на рейках, створки бомбового відсіку залишаються зачиненими.
Під час Другої світової війни з'явилися напівзаглиблені бомбові відсіки, які не були незвичним варіантом повністю заглиблених бомбових відсіків, це було компромісне рішення для літаків які мали нести бомби, але не мали достатнього місця у фюзеляжі. Одним з таких літаків Breda Ba.88 був одним з відомих літаків з напівзаглибленими бомбовими відсіками.

## Зброя
Великі бомби, які можуть бути ядерними, скидалися з гакоподібних утримувачів або бомбових колисок. Коли бомбардувальник ніс багато малих бомб (наприклад, бомби вільного падіння, JDAM), бомби зазвичай завантажувалися на механіко-електричні пристрої відомі як стійки-викидачі, що дозволяє скидати великі бомби з високою точністю.
Керовані ракети (часто ракети далекої дії) дуже часто розташовані у бомбових відсіках сучасних літаків; ракети скидаються з літака, а потім переходять у автономний політ у той час як літак який атакує знаходиться на безпечній відстані від цілі.

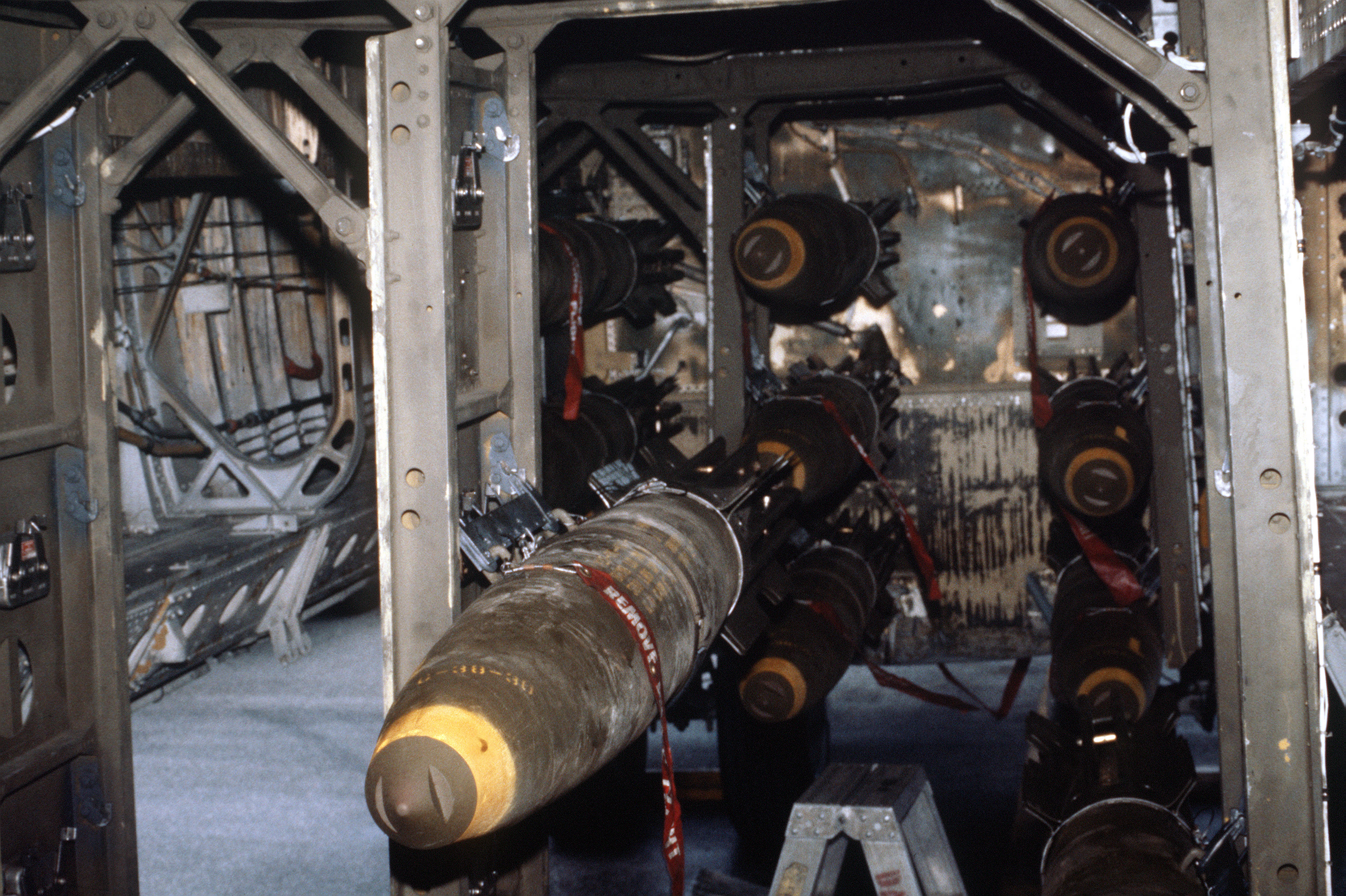
Бомби Mark 82 500lb у звичайному бомбовому відсіку B-52G.

Існують кілька різних конфігурацій бомбових відсіків:

### Звичайні бомбові стійки
Більш традиційними є, фіксовані бомбові стійки, звичайні бомбові стійки, такі як на B-52, мають установки сховищ у вертикальних стійках, що робить вибір і скидання окремої стійки неможливим до скидання усіх бомб у ряду. Перевагою звичайних бомбових стійок є швидке скидання усіх бомб.
Бомбардувальники, такі як B-52, B-1 або B-2 мають спеціально розроблені бомбові стійки які мають свої власні назви, наприклад Common Bomb Rack (CBR — Загальна бомбова стійка), Common Bomb Module (CBM — Загальний бомбовий модуль) або Smart Bomb Rack Assembly (SBRA — Комплект інтелектуальних бомбових стійок). Ці бомбові стійки можуть мати спеціальні механізми контролю за скиданням бомб. Окрім вибору стійки для скидання, пілот може обирати режим скидання одного чи кількох магазинів. Магазини можна скидати у одиночному режимі або у режимі пульсації або залпом. Термін пульсація застосовується до одиночного- або пульсуючого та одиночного- тривалого режиму скидання для одного або іншого блоку. Залповий режим скидання застосовується до комбінації з кількох блоків разом, наприклад, суміжних блоків. Для скидання кількох магазинів бомб можна налаштувати таймер для скидання бомб через фіксовані відрізки часу. Для аварійного скидання всієї зброї може використовуватися кнопка «паніки».

### Роторні пускові установки

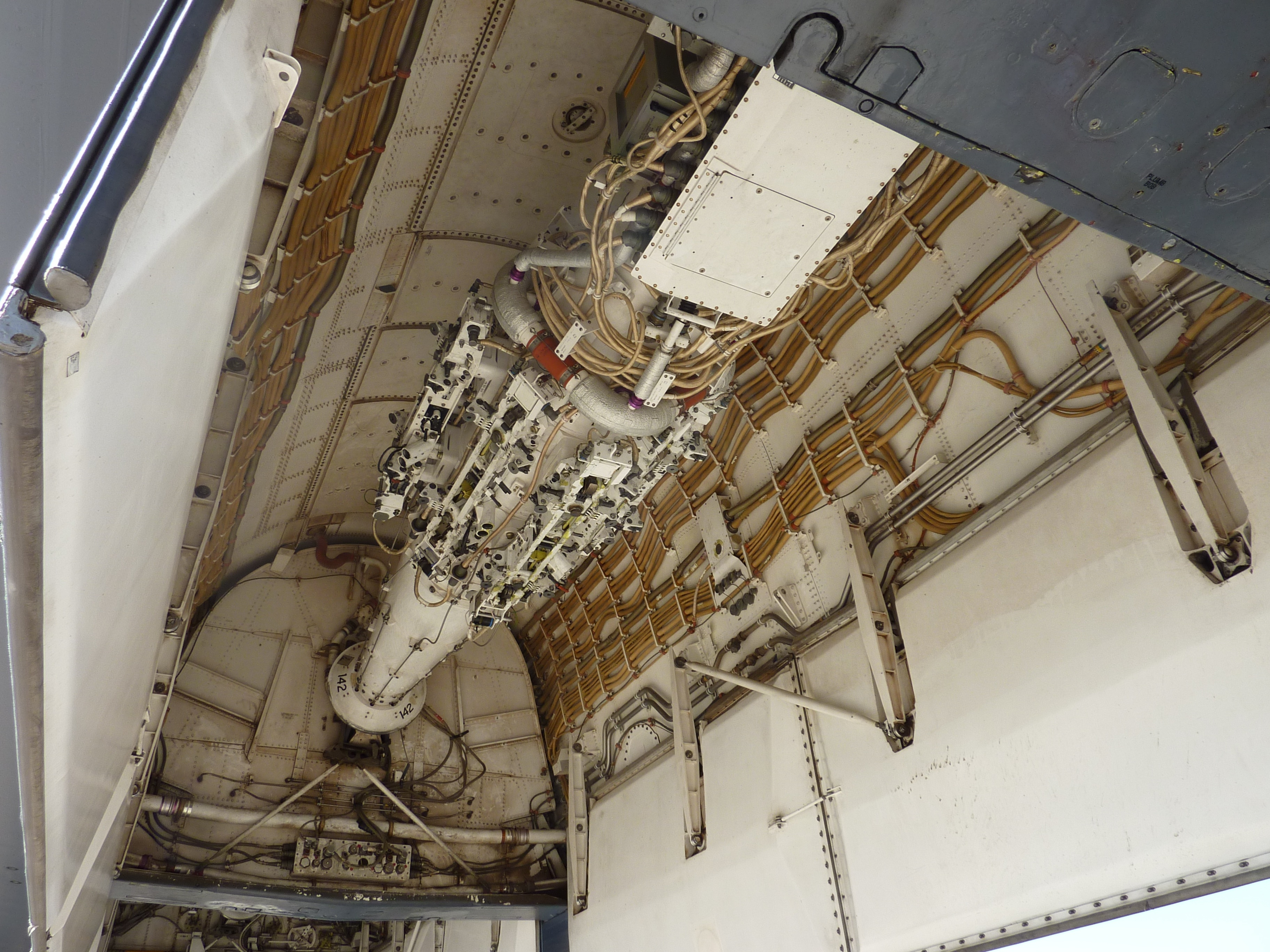
Передній бомбовий відсік B-1B може оснащуватися роторною пусковою установкою

Роторна пускова установка — підвісне обладнання, яке обертається у бомбовому відсіку. Роторні пускові установки мають власні підвіски та мають можливість обирати блоки у бомбовому відсіку для стрільби. Перевагами є те, що є можливість обирати різне озброєння і легке заряджання наземною обслугою. Недоліком роторних пускових установок є повільне скидання боєкомплекту. Наприклад, роторним пусковим установкам бомбардувальника B-1 потрібно 7 секунд до переводу наступного магазина на позицію для стрільби.